# روچانا بانرجی
روچانا بانرجی (انگلیسی: Rachana Banerjee؛ زادهٔ ۲.۱۰.۱۹۷۴) یک هنرپیشه اهل هند است. وی از سال ۱۹۹۴ میلادی تاکنون مشغول فعالیت بوده‌است.
وی بازیگر فیلم‌هایی همچون ازیریس بوده است.